# Richfield (Idaho)
Richfield és una població dels Estats Units a l'estat d'Idaho. Segons el cens del 2000 tenia 412 habitants.

## Demografia
Segons el cens del 2000, Richfield tenia 412 habitants, 159 habitatges, i 103 famílies. La densitat de població era de 244,7 habitants/km².
Dels 159 habitatges en un 32,7% hi vivien nens de menys de 18 anys, en un 56,6% hi vivien parelles casades, en un 5,7% dones solteres, i en un 34,6% no eren unitats familiars. En el 28,9% dels habitatges hi vivien persones soles el 17,0% de les quals corresponia a persones de 65 anys o més que vivien soles. El nombre mitjà de persones vivint en cada habitatge era de 2,59 i el nombre mitjà de persones que vivien en cada família era de 3,25.
Per edats la població es repartia de la següent manera: un 30,8% tenia menys de 18 anys, un 9,5% entre 18 i 24, un 26,0% entre 25 i 44, un 20,6% de 45 a 60 i un 13,1% 65 anys o més.
L'edat mediana era de 32 anys. Per cada 100 dones de 18 o més anys hi havia 100,7 homes.
La renda mediana per habitatge era de 28.846 $ i la renda mediana per família de 33.173 $. Els homes tenien una renda mediana de 29.028 $ mentre que les dones 20.833 $. La renda per capita de la població era de 12.759 $. Aproximadament l'11,0% de les famílies i el 12,6% de la població estaven per davall del llindar de pobresa.

## Poblacions més properes
El següent diagrama mostra les poblacions més properes.